# لطیفه اخرباش
لطیفه اخرباش (عربی: لطيفة اخرباش؛ زادهٔ: ۱۹۶۰) یک سیاستمدار مراکشی است که در تطوان متولد شده‌است. او به عنوان مشاور و دبیر در وزارت امور خارجه و همکاری در دولت عباس الفاسی بود.

## زندگی‌نامه

### تحصیلات
لطیفه در سال ۱۹۸۸ از مؤسسه روزنامه‌نگاری فرانسه در دانشگاه دوم پاریس دکترای علوم رسانه‌ای و ارتباطات را دریافت کرد. وی همچنین در سال ۱۹۷۸، مدرک کارشناسی خود را در علوم ورزشی در مراکش، و یک مدرک از مؤسسه روزنامه‌نگاری عالی رباط در سالهای ۱۹۷۹ تا ۱۹۸۳ و نیز از مؤسسه روزنامه‌نگاری فرانسه کسب نمود.

### زندگی حرفه‌ای
لطیفه در بین سال ۱۹۸۱ و ۱۹۸۲ به عنوان روزنامه‌نگار در یک روزنامه مراکشی تا قبل از سال ۱۹۹۱ و پیوستن به هفته نامه لافی اکو کار می‌کرد، که تا سال ۱۹۹۵ ادامه داشت. او همچنین در سالهای ۱۹۹۳–۲۰۰۰ به عنوان نماینده مراکش در تنظیمات شبکه اورو مراکش مشغول بکار بود که توسط کمیسیون اروپا ایجاد شده بود.
وی در ۱۰ سپتامبر ۲۰۰۳ توسط سلطان محمد ششم، به عنوان مدیر مؤسسه عالی ارتباطات و تبلیغات منصوب شد و در اکتبر سال ۲۰۰۵، رئیس شبکه مراکز پیشرفت روزنامه‌نگاران شد و مارس ۲۰۰۷، به عنوان مدیر رادیو مراکش انتخاب گردید.
در ۱۵ اکتبر سال ۲۰۰۷، وی به سمت مشاور و دبیر وزیر امور خارجه و همکاری در دولت عباس الفاسی منصوب شد،
در سال ۲۰۱۳ سفیر مراکش در بلغارستان، گردید و تا ۱۳ اکتبر ۲۰۱۶ که توسط محمد شاه ششم پادشاه مراکش در کاخ سلطنتی در کازابلانکا به عنوان سفیر مراکش در تونس معرفی گردید در این منصب بود.

## مدال‌ها
در ۲۷ اکتبر سال ۲۰۱۵، در جریان یک جشن در صوفیه، پایتخت بلغارستان، بعد از پایان دوره مأموریتش در آنجا از طرف پادشاه بلغارستان به نشان لیاقت مفتخر گردید.

## آثار
لطیفه اخرباش دو اثر را مشترکاً منتشر کرد که عبارتند از:
- زنان و رسانه‌ها
- زنان و سیاست

او همچنین چندین مقاله و تجزیه تحلیل در مورد رسانه‌ها و ارتباطات در روزنامه‌های مختلف مراکش به زبان‌های فرانسوی و عربی منتشر کرده‌است.